# Venancio Pérez
Venancio Pérez García (Sestao, 22 de abril de 1921-San Sebastián, 28 de noviembre de 1994), más conocido como simplemente Venancio, fue un futbolista español. Su demarcación más habitual fue la de interior derecha y sus equipos profesionales fueron el Erandio Club, el Barakaldo CF y el Athletic Club, donde jugó diez temporadas y formó parte de la «segunda delantera histórica» del club, que coparon a finales de los años 1940 y principios de los 50 el ataque del club bilbaíno y la selección española.

## Trayectoria
Procedente de una familia con limitados recursos económicos, Venancio empezó a trabajar a una edad temprana en los Altos Hornos de Vizcaya. Alto y de complexión atlética, en su juventud practicó pelota mano, y no se introdujo en la práctica del fútbol profesional hasta los 24 años de edad. Estando en el XXV Regimiento de Artillería en Vitoria, comenzó a jugar como pasatiempo, y en 1944 se incorporó al Erandio Club. Ese mismo año se proclamó campeón de la Tercera División con el equipo erandiotarra y percibió una prima de 700 pesetas.
A mitad de la temporada 1944/45 lo fichó el Athletic Club (entonces llamado "Atlético de Bilbao" por imposición franquista), equipo que le pagó una ficha de 25 000 pesetas. Debutó con el equipo bilbaíno, en San Mamés, el 8 de abril de 1945 frente al Real Oviedo, con victoria carbayona por un gol a cero. Años después, Venancio afirmaría:

Para mí, el Athletic me salvó la vida. En mis relaciones de negocios, me abrió muchas y muchas puertas importantes. Yo era Venancio, y la gente me recibía de diferente manera. ¡Cómo podría yo soñar que me uniría al Athletic! Era como un milagro.

Pese a que en 1945 el equipo ganó la Copa del Generalísimo, en sus tres primeras campañas como rojiblanco, Venancio sólo apareció en 21 partidos (seis goles). El equipo decidió cederlo al Barakaldo Club de Fútbol, de Segunda División, en verano de 1947. Mientras duró la cesión, su puesto en el once bilbaíno lo ocupó el veterano José Iraragorri. Tras temporada y media en el conjunto gualdinegro, el Athletic repescó a Venancio a mitad de la temporada 1948/49. En el primer partido de su nueva etapa como rojiblanco anotó dos goles, en un encuentro disputado el 20 de febrero de 1949 (Athletic 3 - Alcoyano 0). Venancio se hizo un hueco en el equipo y pasó a ser integrante de la segunda delantera histórica del Athletic Club, junto a Rafael Iriondo, Telmo Zarra, José Luis López Panizo y Piru Gaínza. En esta segunda etapa de Venancio, el Athletic ganó la Copa del Generalísimo en 1950 y 1955, así como la Copa Eva Duarte (precursora de la Supercopa) en 1950. Con el paso de los años fue retrasando su posición en el campo hasta terminar jugando de defensa central.
Al término de la temporada 1954/55, Venancio dejó el Athletic Club. En total disputó 167 partidos en Primera División en los que anotó 68 tantos, y 39 de Copa en los que convirtió 21 goles. En la Copa Eva Duarte, consiguió dos goles en dos partidos.
En la temporada 1955-56 jugó en el Barakaldo, donde se retiró. Tras su retirada dirigió un almacén de metales.
Falleció, en San Sebastián, el 28 de noviembre de 1994.

## Selección nacional
Venancio jugó 11 partidos con la selección de fútbol de España: ocho amistosos y tres oficiales de clasificación para la Copa Mundial de Fútbol de 1954. Su debut tuvo lugar, el 12 de junio de 1949, ante Irlanda (1-4) en el Dalymount Park de Dublín. Su primer gol como internacional se lo marcó a Bélgica el 19 de marzo de 1953. El 17 de marzo de 1954 jugó su último partido como internacional ante Turquía (2-2).

## Estadísticas
| Club                     | Categoría        | País   | Periodo | Liga PJ (G) | Copa PJ (G) |
| ------------------------ | ---------------- | ------ | ------- | ----------- | ----------- |
| SD Erandio Club          | Tercera División | España | 1943-45 | ¿?          | ¿?          |
| Athletic Club            | Primera División | España | 1944-45 | 5 (1)       | 2 (0)       |
| Athletic Club            | Primera División | España | 1945-46 | 6 (2)       | 3 (2)       |
| Athletic Club            | Primera División | España | 1946-47 | 6 (1)       | 0 (0)       |
| Barakaldo Club de Fútbol | Segunda División | España | 1947-49 | 43 (29)     | 3 (2)       |
| Athletic Club            | Primera División | España | 1948-49 | 6 (5)       | 9 (9)       |
| Athletic Club            | Primera División | España | 1949-50 | 25 (11)     | 6 (2)       |
| Athletic Club            | Primera División | España | 1950-51 | 30 (14)     | 5 (0)       |
| Athletic Club            | Primera División | España | 1951-52 | 30 (18)     | 2 (0)       |
| Athletic Club            | Primera División | España | 1952-53 | 28 (10)     | 7 (8)       |
| Athletic Club            | Primera División | España | 1953-54 | 23 (3)      | 5 (0)       |
| Athletic Club            | Primera División | España | 1954-55 | 8 (3)       | 0 (0)       |
| Barakaldo Club de Fútbol | Segunda División | España | 1955-56 | 12 (8)      | 0 (0)       |

## Palmarés

### Campeonatos nacionales
| Título                | Club          | País   | Año  |
| --------------------- | ------------- | ------ | ---- |
| Copa del Generalísimo | Athletic Club | España | 1945 |
| Copa del Generalísimo | Athletic Club | España | 1950 |
| Copa Eva Duarte       | Athletic Club | España | 1950 |
| Copa del Generalísimo | Athletic Club | España | 1955 |